# پناهگاه حیات وحش امیرکلایه
پناهگاه حیات وحش امیرکلایه یک پناهگاه حیات وحش با مساحت ۱۰۸۹ هکتار است که در شهرستان لاهیجان استان گیلان در ایران قرار دارد. این پناهگاه حیات وحش طبق مصوبهٔ شمارهٔ ۵۷۸ در تاریخ ۱۳۵۴/۵/۲۱ در فهرست مناطق تحت حفاظت سازمان محیط زیست ایران قرار گرفت.
این تالاب از محدود تالاب‌های آب شیرین در استان گیلان است.
تالاب امیرکلایه نقش مهمی در اکوسیستم و حیات گونه‌های موجودات آبزی و غیرآبزی منطقه داشته و در کنار اثرات اکولوژیکی، اثرات اقتصادی و گردشگری این تالاب نیز قابل توجه است. این تالاب دارای جاذبه‌های گوناگونی اعم از انواع آبزیان گیاهی و جانوری می‌باشد.
این تالاب به عنوان یک اکوسیستم آبی زیستگاه ۱۱ گونه از ماهیان است. لای ماهی از مهمترین گونه آبزیان در این تالاب است که از نظر کارشناسان شیلاتی حیات آن حائز اهمیت است.
از گونه‌های مهم گیاهی این تالاب می‌توان از نی، لویی، جگن، نیلوفر آبی و لاله مردابی نام برد. گیاه غالب منطقه نی است که علاوه بر آن گیاهان شناور (عدسی آبی) و گیاهان غوطه ور به فراوانی دراین منطقه وجود دارند.